# 道镜
道镜（？—772年），奈良时代僧人。俗姓弓削氏。河内国（在今大阪府）人。初从义渊学法相宗，后住东大寺，752年（天平胜宝三年）应孝谦天皇招入宫中道场。761年（天平宝字五年）以看病禅师身份为女皇治病，受宠幸。764年受任大臣禅师，参与政事。765年（天平神户元年）又升任太政大臣禅师。766年首次法王位。后因觊觎皇位，发生“宇佐神托事件”。光仁天皇即位，被贬为下野（今栃木縣）药师寺别当，卒于此地。